# کلیسای جامع تارازونا

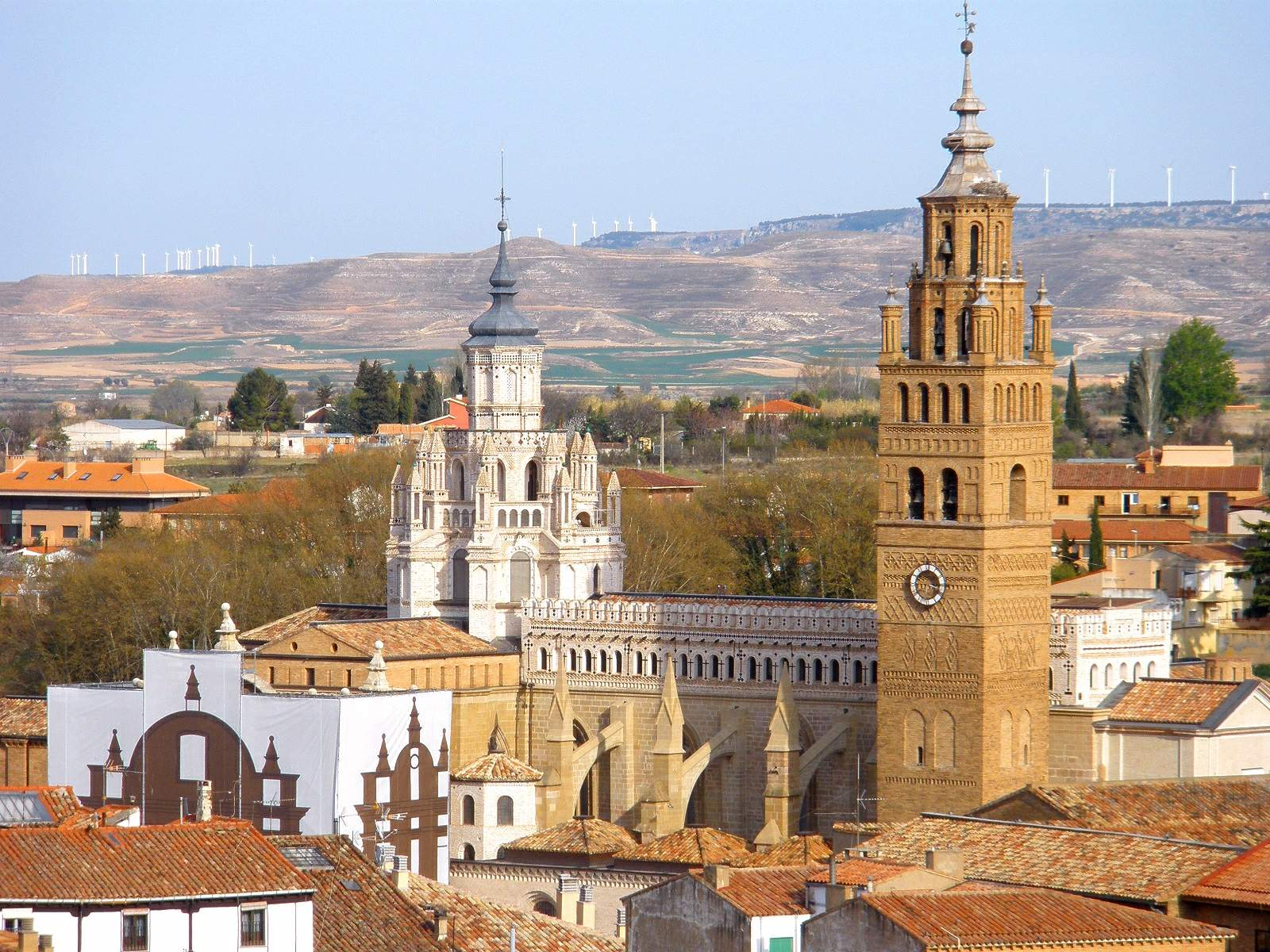
کلیسای جامع تارازونا

کلیسای جامع تارازونا (کلیسای جامع نوئسترا سنیورا دل اوئرتا در تارازونا، در اصل ایگلسیا د نوئسترا سنیورا دی لا هیدریا یا نوئسترا سنیورا دل اوئرتا یا د لا وگا) یک کلیسای کاتولیک است که در تارازونا، استان زاراگوزا، در آراگون، اسپانیا واقع شده است. معماری کلیسای جامع نمایانگر سبک گوتیک و مودخار است و یکی از معدود نمونه‌های باقی مانده از این نوع معماری است، همراه با کلیسای جامع تروئل.